# ادی بلکبرن
ادی بلکبرن (انگلیسی: Eddie Blackburn; ۱۸ آوریل ۱۹۵۷ – ۲۰ آوریل ۲۰۱۸) بازیکن فوتبال اهل بریتانیا بود.
از باشگاه‌هایی که در آن بازی کرده‌است می‌توان به باشگاه فوتبال هال سیتی، باشگاه فوتبال یورک سیتی، باشگاه فوتبال هالمستاد، و باشگاه فوتبال هارتل پول یونایتد اشاره کرد.